# ناحیه کیبوگا
ناحیه کیبوگا (به لاتین: Kiboga District) یک منطقهٔ مسکونی در اوگاندا است که در استان مرکزی، اوگاندا واقع شده‌است. ناحیه کیبوگا ۱۶۵٬۱۰۰ نفر جمعیت دارد و ۱٬۶۰۰ متر بالاتر از سطح دریا واقع شده‌است.